# 弗萊明峰 (沙克爾頓海岸)
弗萊明峰（英語：Fleming Summit），是南極洲的山峰，位於沙克爾頓海岸，處於柯克帕特里克山以西1.5公里，海拔高度超過4,200米，屬於毛德王后山脈的一部分，在1995年由美國南極名稱諮詢委員以俄亥俄州立大學的地質學家命名，現時由南極條約體系管理。